# Fibigia suffruticosa
Fibigia suffruticosa là một loài thực vật có hoa trong họ Cải. Loài này được (Vent.) Sweet mô tả khoa học đầu tiên năm 1826.